# Główny System Pamięciowy
Główny System Pamięciowy (GSP) – system mnemoniczny, w którym cyfry zamienione są na poszczególne głoski alfabetu fonetycznego, dzięki czemu można budować łatwe do wizualizacji słowa.
System został opisany po raz pierwszy w połowie XVII wieku przez Stanisława Minka. Znacznie doskonalszy niż wcześniejsze systemy, np. pałac pamięci, umożliwia zapamiętanie dowolnych liczb, dat, numerów. 
Wyniki eksperymentu z 1984 roku wskazują, że PSM jest bardziej efektywny niż system kodowania liczb w oparciu o przypadkowe przypisanie głosek.

## Mnemotechnika
Cyfry odpowiadają głoskom alfabetu fonetycznego:
| Cyfra | Głoska    | Mnemonika                                                |
| 0     | s, z      | z jest pierwszą literą słowa „zero”                      |
| 1     | d, t      | d i t mają jedną pionową kreskę, jak jedynka             |
| 2     | n         | n ma dwie pionowe kreski                                 |
| 3     | m         | m ma trzy pionowe kreski i przypomina przewróconą trójkę |
| 4     | r         | r wyraźnie słychać w słowie „cztery”                     |
| 5     | l         | L to rzymska liczba pięćdziesiąt                         |
| 6     | j         | pisane j przypomina nieco szóstkę                        |
| 7     | k, g      | literkę k można zbudować z dwóch siódemek                |
| 8     | f, w      | pisane f przypomina nieco ósemkę                         |
| 9     | b, p      | literki p i b przypominają odwróconą dziewiątkę          |
|       | pozostałe | Pozostałe głoski nie mają znaczenia.                     |